# سهیر خاشقجی
سهیر خاشقجی (انگلیسی: Soheir Khashoggi؛ زادهٔ ۱۹۴۷) نویسنده اهل مصر است.

## زندگی‌نامه
خاشقجی در سال ۱۹۴۷ در اسکندریه به دنیا آمد. پدرش محمد خاشقجی، پزشک سلطنتی سعودی، ملک عبدالعزیز آل سعود، بنیانگذار پادشاهی عربستان سعودی بود. برادرش فروشنده اسلحه عدنان خاشقجی بود. سهیر به دانشگاه آمریکایی بیروت رفت و لیسانس مرکز طراحی داخلی بیروت را گرفت و به یک هنرمند خوب تبدیل شد.